# Niers

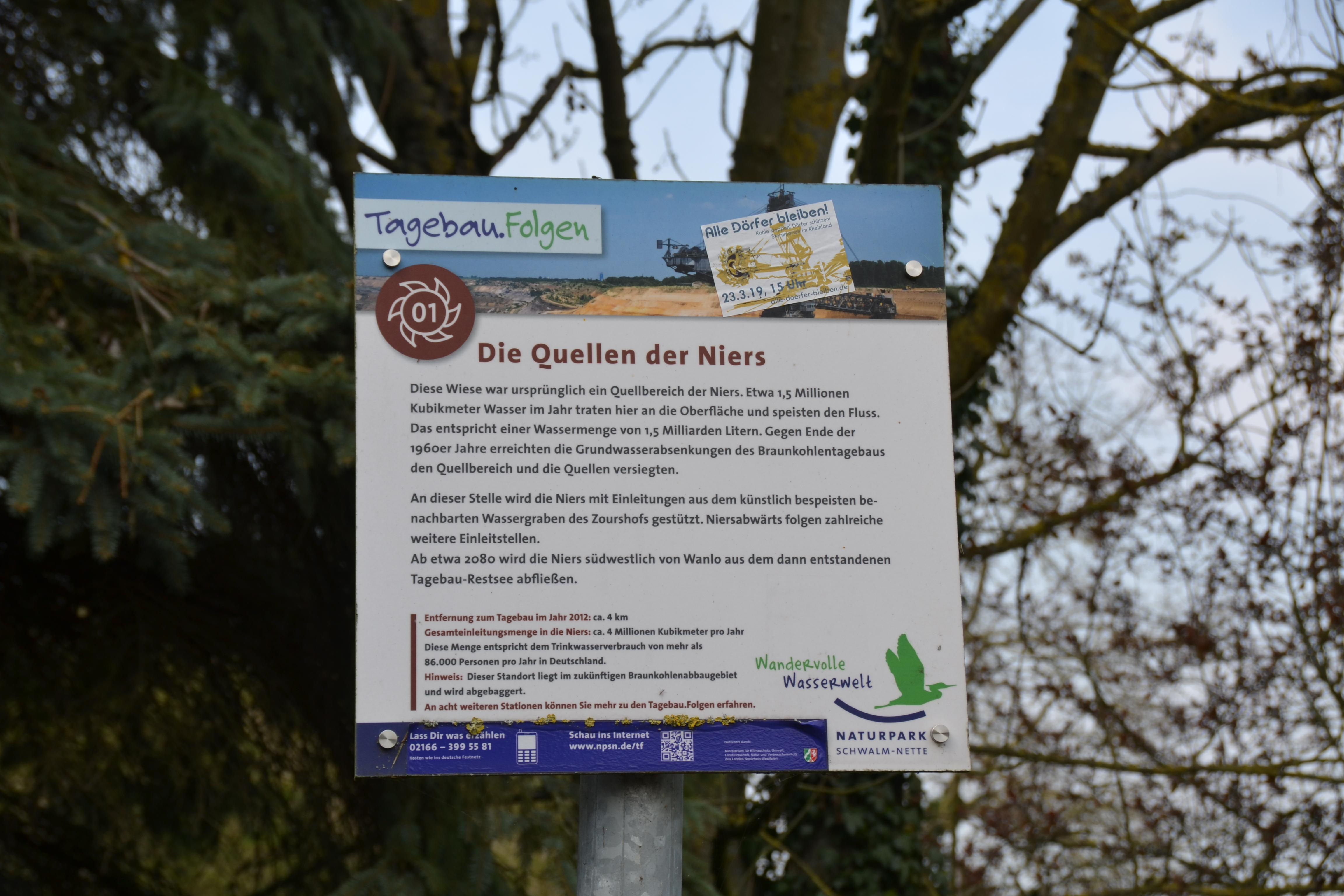
Hinweis auf das ursprüngliche Quellgebiet der Niers in Kuckum

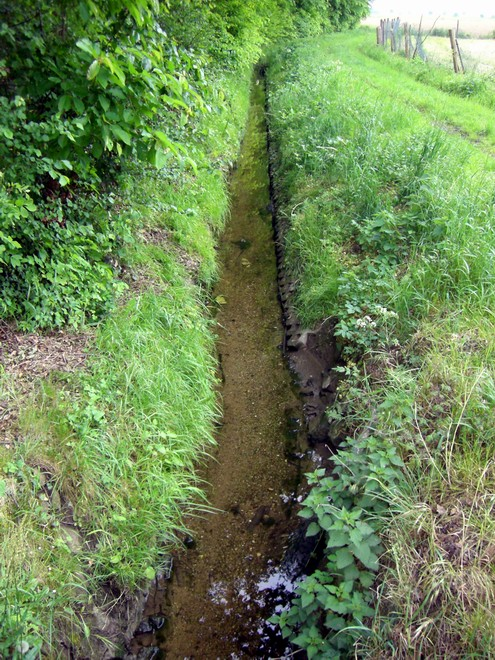
Die Niers kurz hinter ihrer Quelle in Kuckum

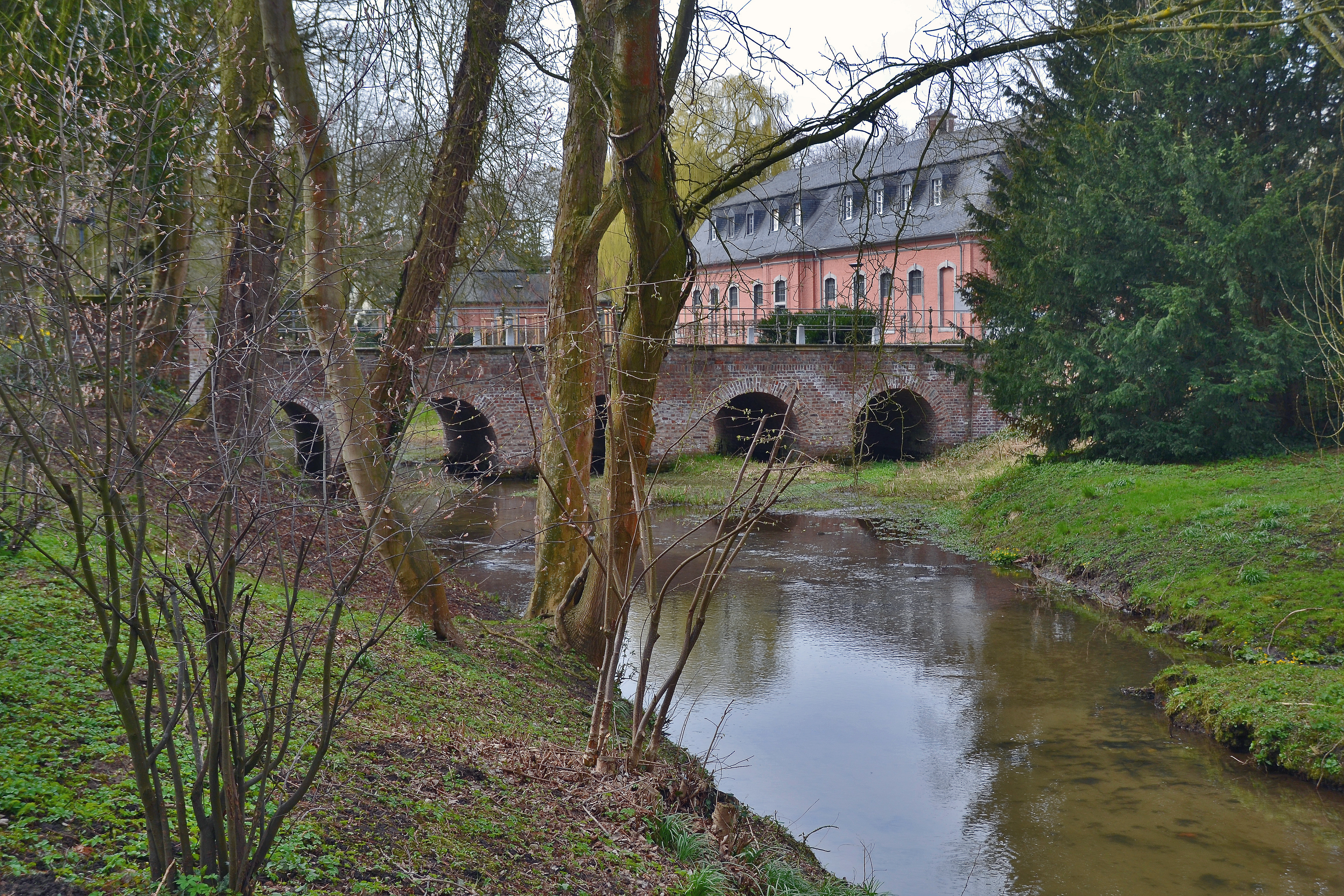
Die Niers im Schlosspark Wickrath

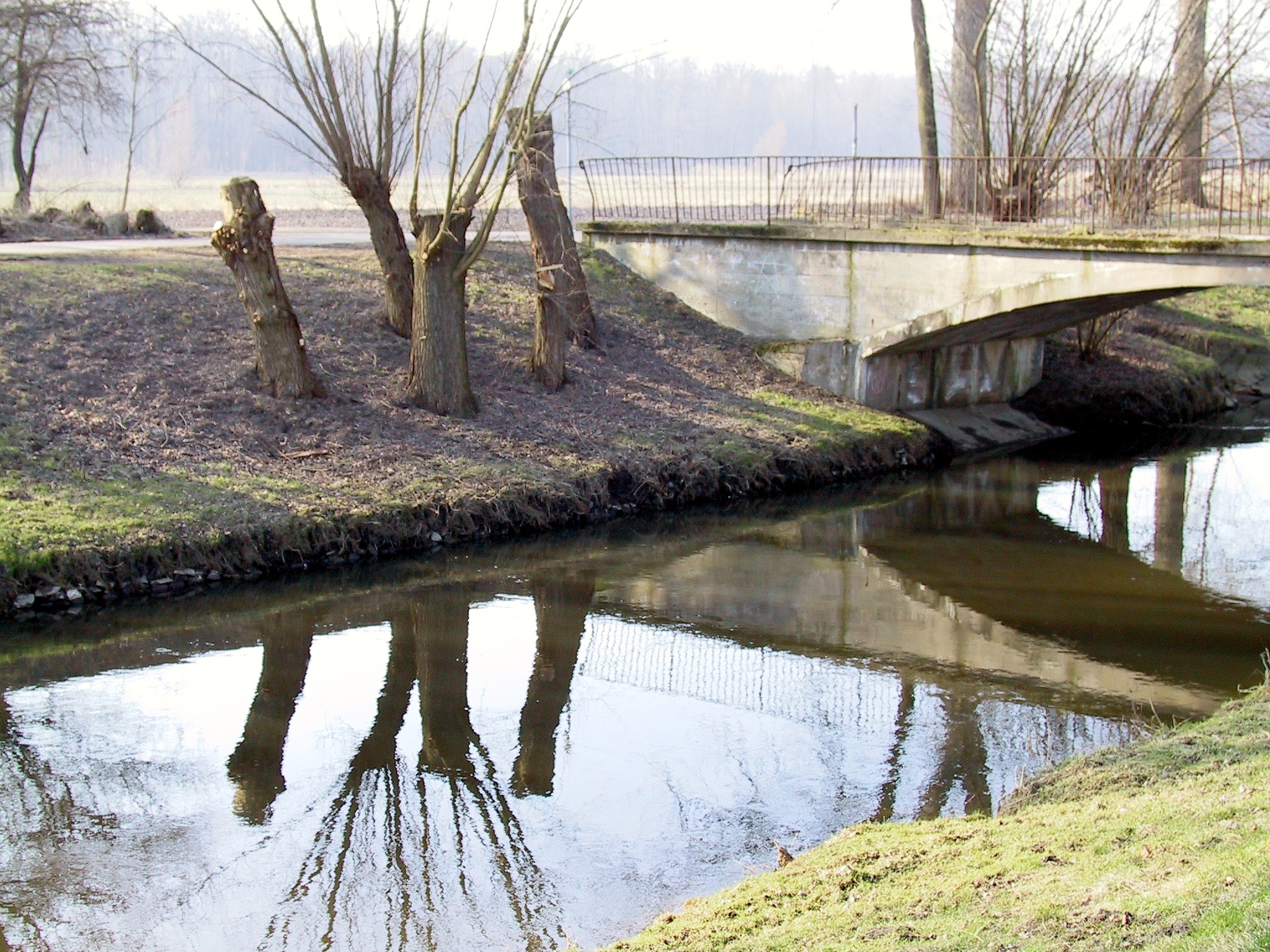
Die Niers am Grenzweg, Willich-Neersen

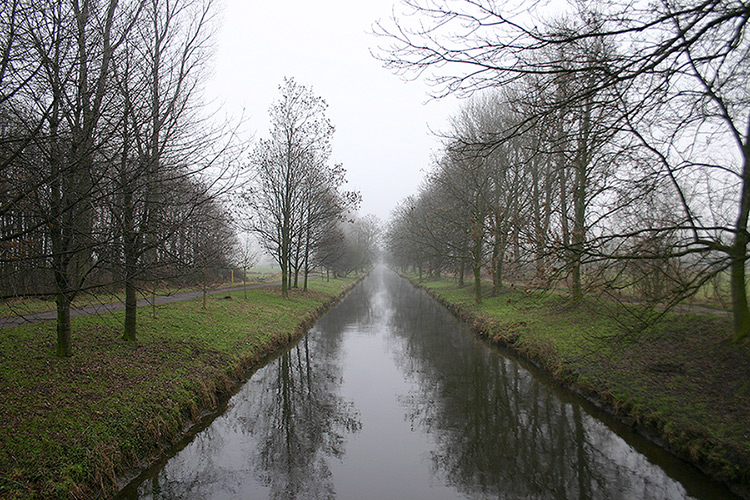
Begradigte Niers bei Viersen, in Höhe des Ortsteils Sittard

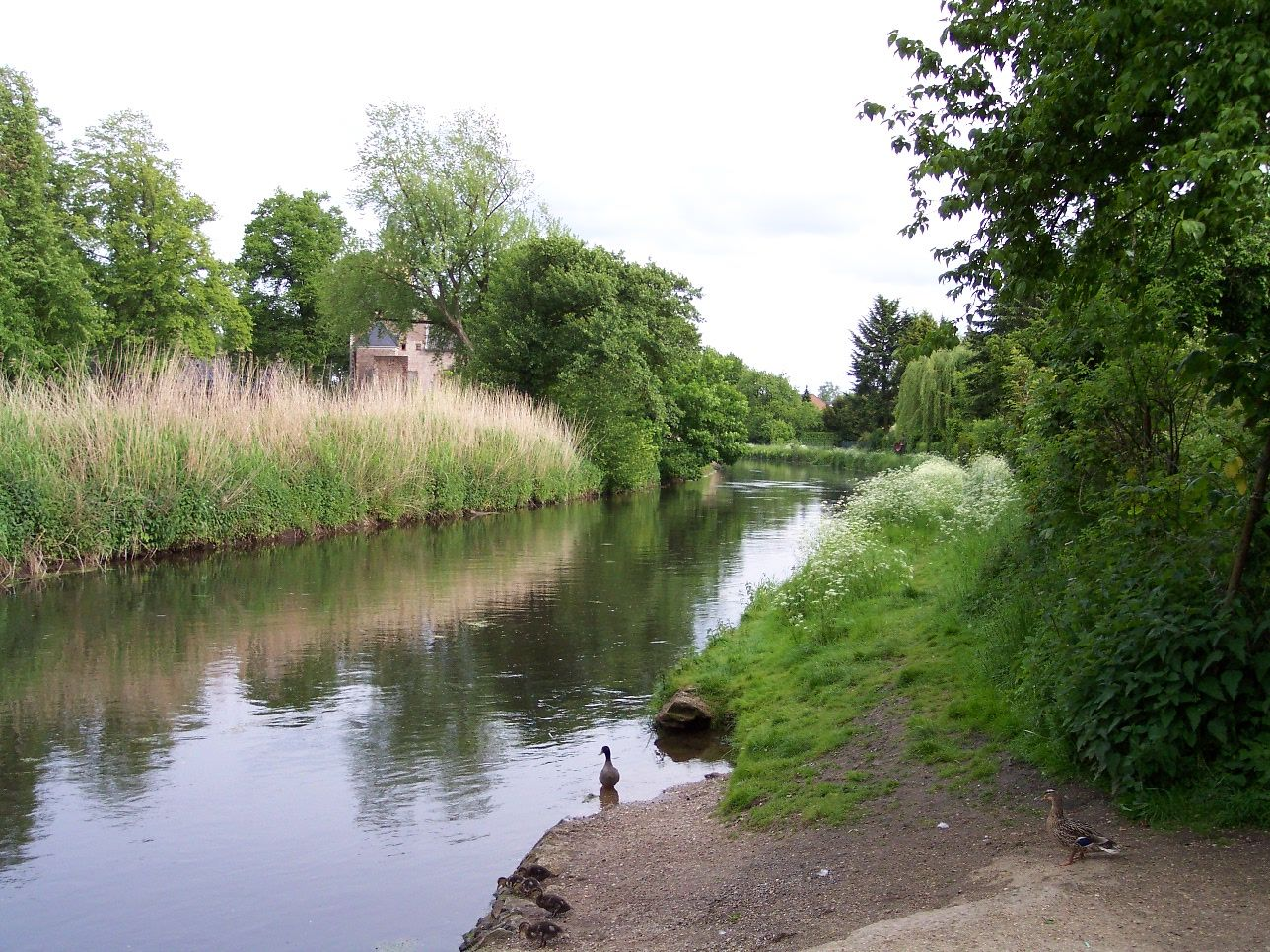
Der Fluss Niers in Weeze

Die Niers – früher auch Neers genannt – ist ein östlicher und rechter Zufluss der Maas in Deutschland und in den Niederlanden. Sie ist – ohne den linksseitigen Quellbach Wockerrather Fließ oder Kaulhauser Fließ (4,5 km) – 113,1 km lang, davon fließen 8 km durch die Niederlande; mit dem Quellbach sind es insgesamt 117,6 km Fließstrecke.
Der Fluss verläuft im linksseitigen Teil der Region Niederrhein westlich der Wasserscheide zwischen den Flüssen Rhein und dessen Zufluss Maas. Er entspringt in Kuckum und fließt durch Mönchengladbach und die Kreise Viersen und Kleve (alle in Nordrhein-Westfalen; Deutschland), um bei Gennep (Provinz Limburg; Niederlande) in die Maas zu münden. Das Einzugsgebiet umfasst 1380,63 Quadratkilometer und wird von 735.000 Menschen bewohnt.

## Name
Der Fluss wurde im Jahr 855 als „super fluvium Nerse“ erstmals urkundlich genannt. Meist wird der Name mit der urindogermanischen Wurzel *nerH- mit der Bedeutung „untertauchen“ in Verbindung gebracht. Der Sprachwissenschaftler Albrecht Greule leitet den Namen dagegen vom germanischen *ner- (hieraus nhd. Nehrung) ab und deutet den Namen als „die sich gerne Windende“.
Aufgrund der starken Wasserverschmutzung hatte die Niers ab Anfang des 20. Jahrhunderts den abwertenden Spitznamen „Rio Tinto“.

## Geographie

### Verlauf

#### Quellgebiet
Das Quellgebiet der Niers liegt in der Jülicher Börde in der Erkelenzer Lössplatte im Osten der im Kreis Heinsberg gelegenen Stadt Erkelenz beim Ortsteil Kuckum. Der Fluss hatte früher mehrere Quellen. Die Hauptquellen lagen beim Zourshof in Kuckum und beim „Klocken Sprung“ in Keyenberg. Die Niers erhält zudem Zufluss durch verschiedene kleine Wasserläufe (Entwässerungsgräben), wie zum Beispiel die Köhm aus Richtung des Erkelenzer Stadtteils Borschemich, die in Keyenberg in die Niers mündet. In die Köhm floss auch Wasser aus dem Grabensystem von Haus Keyenberg, das wiederum durch Quellen gespeist wurde.
Die Quellen sind heute durch den Braunkohle-Tagebau Garzweiler versiegt. Damit die natürliche Wasserführung nicht noch weiter absinkt, wird der Niers am Oberlauf, zum Beispiel bei Zourshof, Sümpfungswasser aus dem Tagebau über Rohrleitungen zugeführt. Zudem erhält die Niers Zufluss durch den vom Kückhover Fließ gespeisten und aus Richtung der Erkelenzer Kernstadt heranfließenden Wockerather Fließ. Die Nierskilometrierung von 113,1 km Länge beginnt nördlich vom Zourshof.

#### Oberlauf
Anfangs fließt die Niers zwischen Kuckum und dem auch zu Erkelenz gehörenden Unterwestrich hindurch. Dann verläuft sie im Stadtgebiet von Mönchengladbach erst durch folgende Ortsteile und -lagen oder vorbei an diesen: Wanlo, Wickrathberg, Wickrath, nach Unterqueren der Bundesautobahn 61 Wetschewell, Odenkirchen, Geistenbeck, Mülfort, Rheydt-Mitte und zwischen Geneicken und Tackhütte vorbei am Hochwasserrückhaltebecken Geneicken. Dann fließt sie zwischen den Mönchengladbacher Stadtteilen Pesch und Neuwerk im Westen sowie der Kernstadt der im Rhein-Kreis Neuss liegenden Stadt Korschenbroich und deren Stadtteil Herrenshoff im Osten hindurch – bis dorthin zumeist nordostwärts.

#### Mittellauf
Die Niers unterquert bei der Trabrennbahn Mönchengladbach zweimal kurz hintereinander die Bundesautobahn 44. Dann unterquert sie die Bundesautobahn 52 von Süd nach Nord und fließt kilometerlang geradeaus durch den Kreis Viersen: vorbei an Neersen (einem Stadtteil von Willich) und dann an den Viersener Stadtteilen Robend, Hülsdonk, Rahser, Sittard, Süchteln und Vorst. Bei Süchteln schwenkt die Niers nach Nordnordwest und fließt Richtung Wachtendonk (Kreis Kleve). Oedt und Mülhausen liegen östlich der Niers; Grefrath und Vinkrath liegen westlich von ihr. Einige Klärwerke entlang des Mittellaufs leiten gereinigte Abwässer in die Niers.

#### Unterlauf
Dann erreicht die Niers den Kreis Kleve, in dem sie die Bundesautobahn 40 unterquert, nordwärts das Gemeindegebiet von Wachtendonk durchfließt und östlich vorbei an der Kernstadt von Straelen verläuft. Nach östlichem Passieren von Pont im Gebiet der Stadt Geldern fließt sie durch die Gelderner Kernstadt und östlich vorbei an Veert. Hiernach verläuft die Niers im Stadtgebiet von Kevelaer etwa nordöstlich vorbei an Wetten, wo sie nach Nordosten schwenkt, und dann zwischen der Kevelaer Kernstadt im Südwesten und dem Stadtteil Schravelen im Nordosten hindurch. Dann fließt sie im Gemeindegebiet von Weeze vorbei am Schloss Wissen und nach einem langgestreckten Niersaltarm unmittelbar östlich vorbei am Weezer Kernort. Nach anschließendem Unterqueren der Bundesautobahn 57 durchfließt die Niers das Stadtgebiet von Goch, in dem sie allmählich nach Westen schwenkt, die Kernstadt durchquert und die Ortsteile Pfalzdorf im Westen, Nierswalde im Süden sowie Asperden und Kessel jeweils im Norden passiert.

#### Mündung
Danach erreicht die Niers die deutsch-niederländische Grenze, an der sie nach Süden abknickt und ein Stück auf derselben verläuft, um kurz darauf vor dem Gocher Gemeindeteil Hommersum letztlich etwa nach Westnordwesten abzuknicken. In der sodann erreichten niederländischen Provinz Limburg fließt sie zwischen dem Kernort der Gemeinde Gennep und dem Genneper Ortsteil Ottersum hindurch, um kurz darauf in die dort etwa von Südsüdosten heran fließende Maas zu münden.

### Nebenflüsse und Kanäle
(Von der Quelle zur Mündung):
am Oberlauf bis einschließlich Mönchengladbach: Köhm, Hochneukircher Fließ, Karotte, Beller Bach, Gladbach und Trietbach.
Etwas nördlich der Kläranlage Mönchengladbach-Neuwerk bzw. des Nierssees und südwestlich von Willich-Neersen mündet von rechts die aus Schiefbahn kommende Cloer. Sie hat eine Länge von ca. 6,7 km, ihr Einzugsgebiet ist etwa 10,22 Quadratkilometer groß und erstreckt sich im Wesentlichen über die südlichen Bereiche der Willicher Stadtteile Schiefbahn und Neersen.
Zwischen Viersen einerseits und Willich-Anrath bzw. -Neersen andererseits mündet von Westen der aus dem Viersener Stadtgebiet kommende Hammer Bach. Das Einzugsgebiet des Hammer Bachs ist rund 13,75 Quadratkilometer groß und reicht bis an die Stadtgrenze von Mönchengladbach heran. Der Dorfer Bach, als „Viers“ Namensgeber der Stadt, fließt heute nur noch östlich des Stadtgebietes an der Oberfläche und mündet (vereint mit dem Alsbach) ebenfalls von Westen kommend bei Clörath in die Niers.
Etwas südwestlich von Oedt (Grefrath) mündet von rechts der hier auch als Zweigkanal bezeichnete Kanal III3b, der nicht zuletzt durch seine eigenen Hauptzuflüsse, den Kanal III C und die Willicher Flöth, ein umfangreiches Gebiet von über 80 Quadratkilometer entwässert, das bis an den Krefelder Stadtrand reicht.
Hinter Wachtendonk mündet die Nette in die Niers. Sie hat eine Länge von 28 Kilometern, verläuft durch die Krickenbecker Seen und hat ein Einzugsgebiet von etwa 180 Quadratkilometern.
In Geldern zweigt der Nierskanal ab, der über die deutsch-niederländische Grenze verläuft und nördlich von Arcen en Velden in der Maas endet (dient als Hochwasserentlastung für die untere Niers, Baujahr etwa 1777?). Der Nierskanal benutzt teilweise das ehemalige Bett der Fossa Eugeniana. Ebenfalls in Geldern mündet die nach dem Ort benannte Gelderner Fleuth, die eine Länge von etwa 27 Kilometern und ein Einzugsgebiet von 170 Quadratkilometern hat, in die Niers. Die Issumer Fleuth mit einer Länge von 25 Kilometern und einem Einzugsgebiet von rund 120 Quadratkilometern mündet bei Kevelaer in die Niers. In Höhe der Kriegsgräberstätte bei Weeze mündet die Kervenheimer Mühlenfleuth in die Niers.
Die Kendel entspringt bei Weeze, ist 25 Kilometer lang und mündet an der deutsch-niederländischen Grenze bei Hommersum in die Niers. Ihr Einzugsgebiet beträgt 25 Quadratkilometer.

## Gefälle
Das Flussgefälle beträgt im Oberlauf etwa 60 Zentimeter pro Kilometer, im Mittel- und Unterlauf 25 bis 30 Zentimeter pro Kilometer, womit die Niers ein typischer Flachlandfluss ist. Insgesamt liegen zwischen Quelle und Mündung nur 70 Meter Höhenunterschied (zum Vergleich: die etwa gleich lange Wupper überwindet in ihrem Lauf rund 400 Meter). Die Fließgeschwindigkeit liegt im Normalfall bei etwa zwei Kilometern pro Stunde.

## Wasserqualität
Die Niers ist einer der am stärksten genutzten Flüsse in Nordrhein-Westfalen. Im Einzugsgebiet der Niers werden rund 65 Millionen Kubikmeter Grundwasser zu Trinkwasser oder Brauchwasser aufbereitet. 24 Kläranlagen behandeln die mit Niederschlagswasser vermischten Abwässer der Region und leiten jährlich etwa 83 Millionen Kubikmeter in den Fluss ein, was in niederschlagsarmen Zeiten einen Großteil der Gesamtwassermenge in der Niers ausmacht und einen entsprechend großen Einfluss auf die gesamte Wasserqualität des Flusses ausübt. Dieser Umstand stellt besondere Anforderungen an die Abwasserreinigung (siehe auch Niersverband#Sonstiges).
Seit dem Ende des 20. Jahrhunderts ist die Wasserqualität erheblich besser geworden; die Artenvielfalt hat zugenommen. Die Biologische Station Krickenbecker Seen wies 2012 32 Fischarten in der Niers nach.
Im April 2018 stellte der VSR-Gewässerschutz e. V. erhöhte Nitratwerte in der Niers fest. An allen Messpunkten des Vereins wurden mehr als 15 mg/l Nitrat gemessen. Der höchste Messwert lag bei 26,7 mg/l Nitrat, gemessen in Ottersum (NL). Gemäß Oberflächengewässerverordnung hätte die Niers beim Verlassen von Deutschland nur 12,3 mg/l Nitrat aufweisen dürfen.

## Geologie
Das bis zu 500 Meter breite Tal, in dem die Niers heute verläuft, ist ein vom Rhein geschaffenes Tal. Dieses wurde vor etwa 200.000 Jahren in der vorletzten Eiszeit, der Saaleeiszeit, von den bis zu den Schaephuysener Höhen reichenden Gletschern weiter nach Westen verdrängt. Man kann noch heute an den bis zu 2 Meter hohen Terrassenkanten der Niers-Auen die Abgrenzungen des damals entstandenen Urstromtals erkennen.

## Niersverband
Preußen gründete 1927 zur Regelung der Probleme an der Niers den Niersverband. Kläranlagen wurden gebaut und die Gewässerbelastung ging allmählich zurück.
In den letzten Jahrzehnten fanden zahlreiche Maßnahmen zur Verbesserung der Niers statt. In den 1990er-Jahren hat der Niersverband damit begonnen, Teile des Flussverlaufs zu renaturieren. Eine Reihe von Fischarten sind wieder heimisch geworden. Seit dem Jahre 2005 werden große Teile der Niers an interessierte Angelvereine verpachtet.
Im Mai 2021 haben Arbeiten begonnen, die Niers im Bereich Bresgespark zu renaturieren. Bislang fließt sie dort in einem 1 Kilometer langen Betonbett. Stattdessen erhält sie einen 3,7 km langen mäanderförmigen Verlauf.

## Niersfähren
Zusätzlich zu zahlreichen Niersbrücken ermöglichen Selbstbedienungsfähren Radfahrern und Fußgängern an drei Stellen das Überqueren der Niers – mit Höhe in Meter (m) über Normalhöhennull (NHN); flussabwärts betrachtet:
- Fähre Euroga-Erlebnisbrücke nahe Mönchengladbach; Schwebefähre mit handbetriebenem Seilzug (⊙; 36,5 m; seit 2003):
zwischen Donk (Mönchengladbach) und Neersen-Cloerbruch (Willich)
- Fähre AiWa (Anlage im Wasser) nahe Wachtendonk; Seilfähre mit handbetriebenen Kurbeln (⊙; 28,8 m; seit 2012):
setzt nahe der Nette-Einmündung nordwestlich des Kernorts von Wachtendonk in Richtung Wankum über[13][14]
- namenlose Fähre nahe Weeze; Seilfähre mit handbetriebenen Kurbeln (⊙; 14,5 m; seit langem):
zwischen dem Gasthaus Jan an de Fähr bei Wertzhof und dem Haus Kalbeck (südsüdwestlich des Schlosses Kalbeck); setzt im Gemeindegebiet von Weeze südsüdwestlich der Landesstraße 77 aus Richtung der Kernstadt von Goch in Richtung des weit abseits der Niers liegenden Kernorts Uedem über

## Geschichte

### Nutzung
In Geneicken befindet sich der steinzeitliche Fundplatz Mönchengladbach-Geneicken.
Die Niers ist im Verlauf der letzten Jahrhunderte begradigt und mit einigen Wehren versehen worden. Zum Betrieb der bis zum Ende des 19. Jahrhunderts entstehenden Wassermühlen wurde der Flusslauf teilweise verlegt, um Fallhöhe für die Mühlräder zu gewinnen. Insgesamt wurden 52 Mühlen am Lauf der Niers gebaut. Auf die Länge gerechnet war das durchschnittlich alle zwei Kilometer eine Mühle. Wegen des geringen Gefälles der Niers gab es schon früh Hochwasser- und Überflutungsprobleme. Mit Einsetzen der Industrialisierung in Deutschland in der zweiten Hälfte des 19. Jahrhunderts und der damit verbundenen rasanten Bevölkerungsentwicklung kam es auch zu Problemen mit Abwässern und Schlamm, weil die Abwässer damals noch nicht geklärt wurden. Insbesondere die um Mönchengladbach ansässige Textilindustrie mit ihren Farbstoffen und Gerbstoffen trug stark zur Verschmutzung bei.
Die Niers wurde eine Kloake und die Artenvielfalt an Fischen, Pflanzen und Kleinlebewesen ging zurück.

### Herrenhäuser an der Niers
Die sumpfigen Gebiete entlang der Niers führten dazu, dass der Fluss schon früh eine natürliche Grenze verschiedener Territorien bildete. Aus diesem Grunde wurden entlang der Niers zahlreiche Herrenhäuser, Wasserburgen und Schlösser errichtet. Viele von ihnen sind heute noch erhalten. Im Bereich des oberen Niersverlaufes befinden sich Schloss Wickrath, die Burg Odenkirchen, Schloss Rheydt und Schloss Myllendonk, an der mittleren Niers vor der Niersbegradigung in den 1930er Jahren das Schloss Neersen, Haus Stockum, Haus Clörath, Burg Uda und die Dorenburg (heute Niederrheinisches Freilichtmuseum).
An der unteren Niers sind dies unter anderem Haus Ingenraedt, Haus Holtheyde, Haus Caen, Haus Eyll, Haus Vlassrath, Haus Ingenray, Haus Diesdonk (Wirtschaftsgebäude der ehemaligen Burg), Haus Golten, Schloss Haag, Wasserschloss Alte Willik, Haus Gesselen, Haus Schravelen (es steht nur noch die Wassermühle), Haus Brempt, Schloss Wissen, Haus Hertefeld, Haus Hoest, Schloss Kalbeck, Kloster Graefenthal (früher: Burg Rott) sowie Haus Driesberg. An der Kleinen Niers gibt es mit Haus Bellinghoven indes nur einen alten Herrensitz.
Deutlich älter sind die Hügelgräber auf der Terrassenkante bei Goch-Asperden sowie der römische Burgus bei Goch-Asperden. Letztere sind heute kaum oder gar nicht mehr sichtbar.

## Erholungswert
An langen Strecken an einem Ufer (oder an beiden) gibt es Rad- und Wanderwege. Die Niers ist (außer in Quellnähe) mit Paddelbooten befahrbar. Ein Abschnitt des Jakobsweges verläuft parallel zur Niers von Goch nach Weeze über Schloss Wissen und Kervendonk zum Wallfahrtsort Kevelaer.
Es gibt an der Niers mehrere Naturschutzgebiete von beachtlicher Größe. In dortigen renaturierten Flächen wurde oft der alte Flusslauf aufgegraben und sich selbst überlassen. Wegen des überall hohen Grundwasserstandes laufen diese ausgebaggerten Windungen rasch voll Wasser; es entstehen Tümpel mit erwünscht langen Ufern. Beispiele dafür sind das Naturschutzgebiet Clörath bei Willich-Neersen/Stadt Viersen und die Naturschutzgebiets-Fläche „Niederfeld-Grasheide“ bei Mülhausen (Gemeinde Grefrath). Das Naturschutzgebiet „Niederfeld-Gr.“ wurde ab 1975 systematisch auf seine Schutzwürdigkeit untersucht; es gab Brutvorkommen des Eisvogels und des Wespenbussards.
Der Charaktervogel der weiten Wiesengebiete an der Niers ist der streng geschützte und geförderte Steinkauz, der hier bundesweit sein größtes Vorkommen hat. Mancherorts gibt es Kopfweidenreihen als Brutbiotop für den Steinkauz. Deutlich zugenommen haben die Graureiher, die in Feuchtwiesen, Gräben, Tümpeln, Gartenteichen und auf Äckern Nahrung finden. 2010 brütete ein Weißstorch-Paar auf einer Nisthilfe an der Clörather Mühle bei Viersen.
Im Niersgebiet zwischen Mönchengladbach und Grefrath verliefen früher mehrere längst stillgelegte und als Vizinalbahnen bekannte Bahnstrecken durch das Gebiet; auf deren Trassen sind nun gepflegte Fahrradwege (Viersen–Süchteln–Vorst–Krefeld; Viersen–Süchteln–Oedt–Kempen; Viersen–Süchteln–Grefrath–Wankum) angelegt. Außerdem ist längs der Niers ein Radwegenetz entstanden.
Die Niers gleicht auf einigen Strecken mehr einem durchströmten Kanal denn einem Fließgewässer. Gemähte Böschungen, ausgebogte Kurven, schnurgerade Strecken und eine alleeartige Bepflanzung mit Laubhölzern (Pappeln, Scheinakazien) sind typisch.